# Brazo de gitano

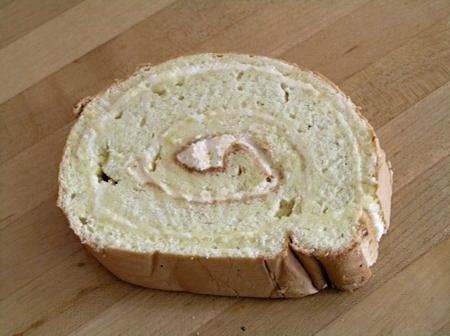
Porción de brazo de gitano.

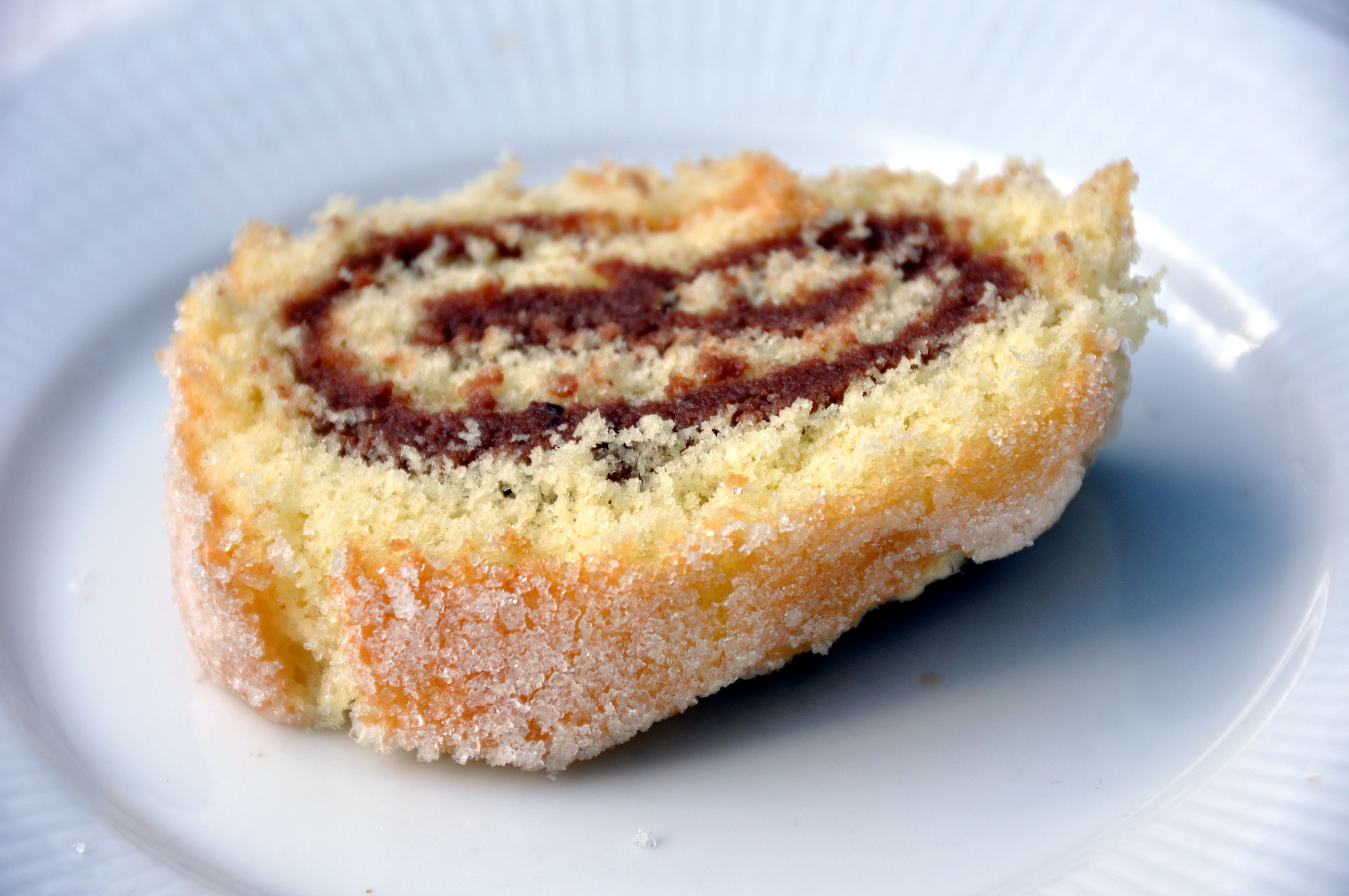
Porción con relleno de chocolate.

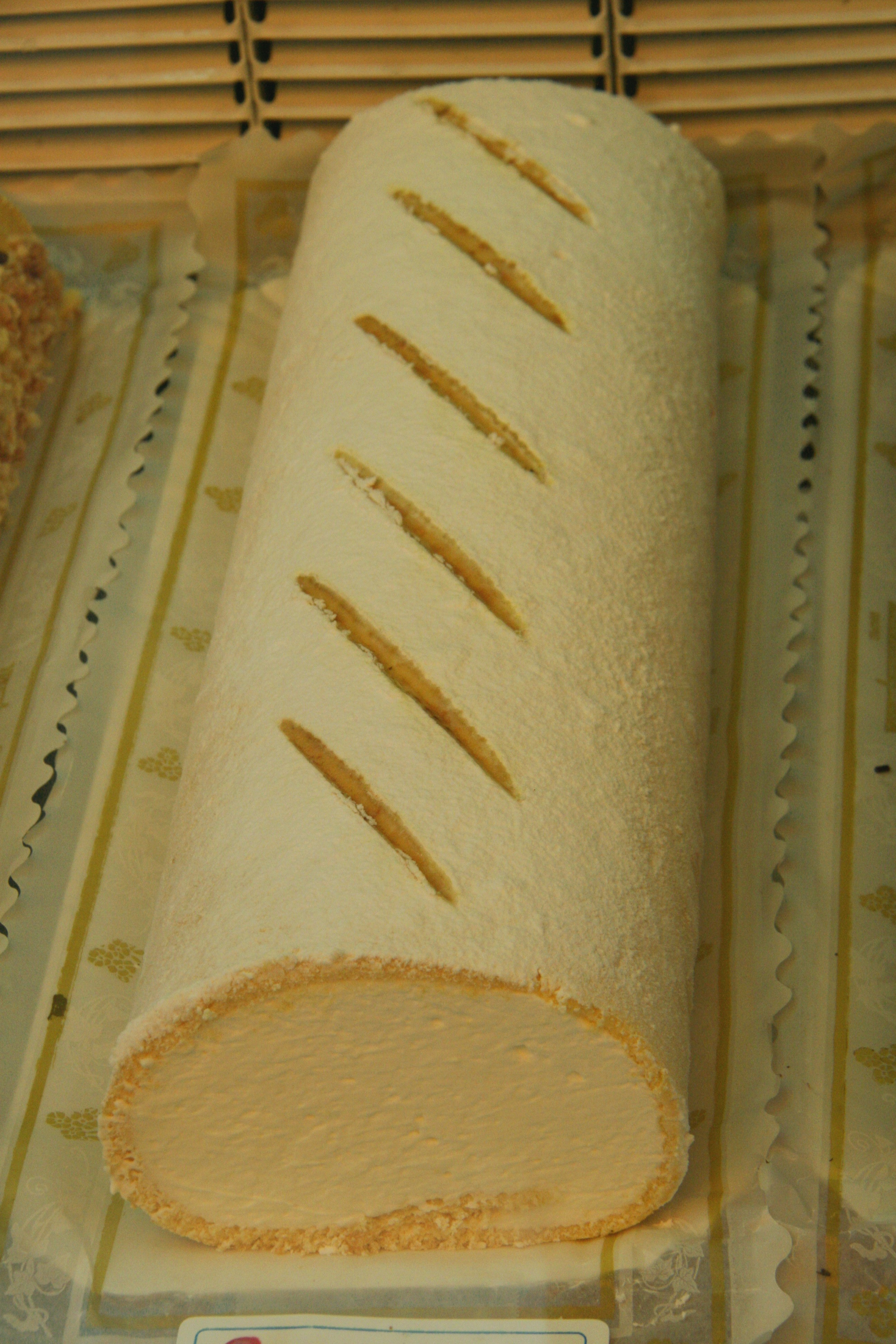
Brazo de gitano

El brazo de gitano es un postre relleno que se arrolla en forma de cilindro. Se elabora con una masa genovesa cubierta de una mermelada o crema (nata, moca, chocolate) y luego enrollada. Puede estar decorado con una cobertura de azúcar glas, chocolate, glaseado, quemada, merengue o nata, entre otros.

## Europa

### España

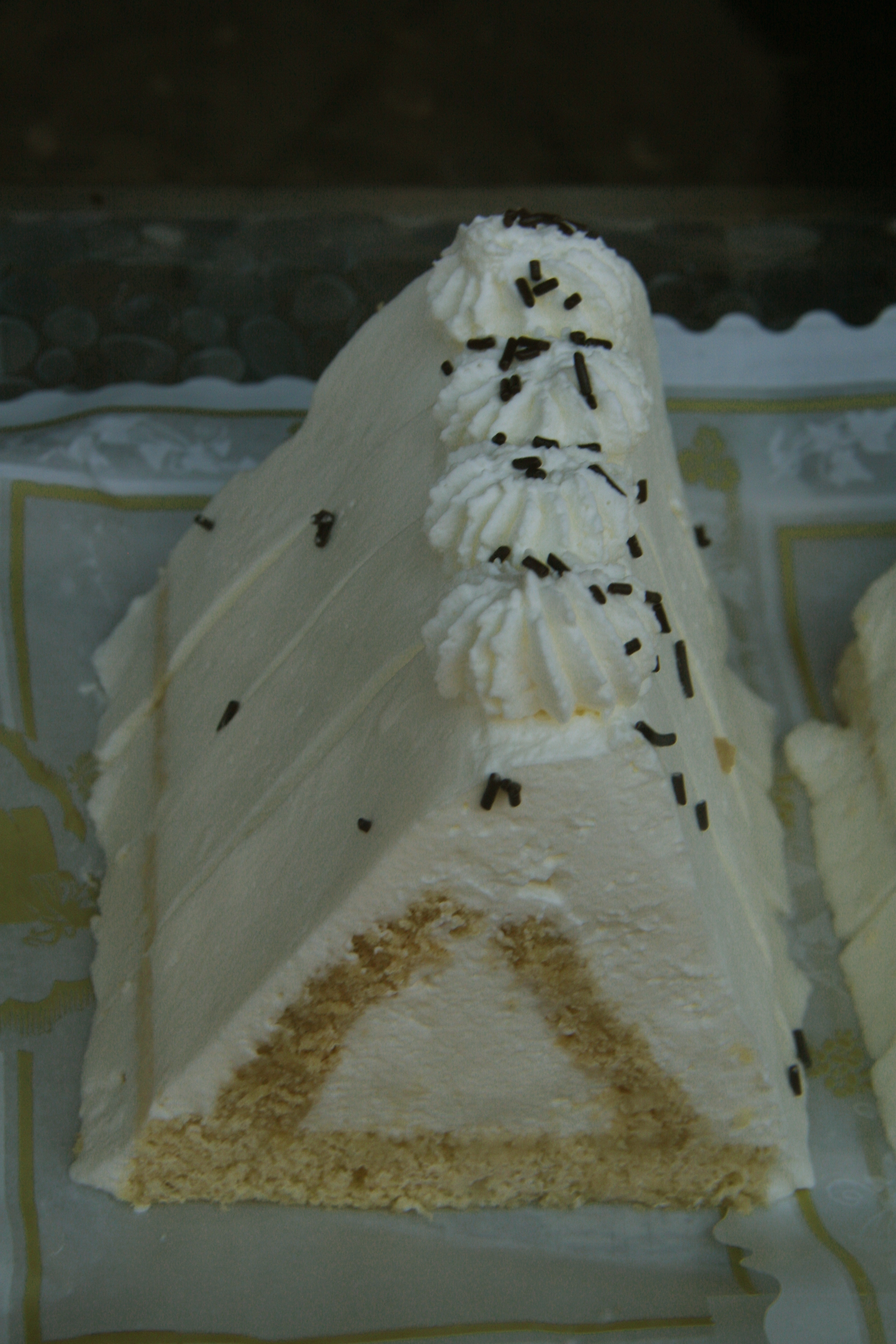
Reinas de nata (una variante).

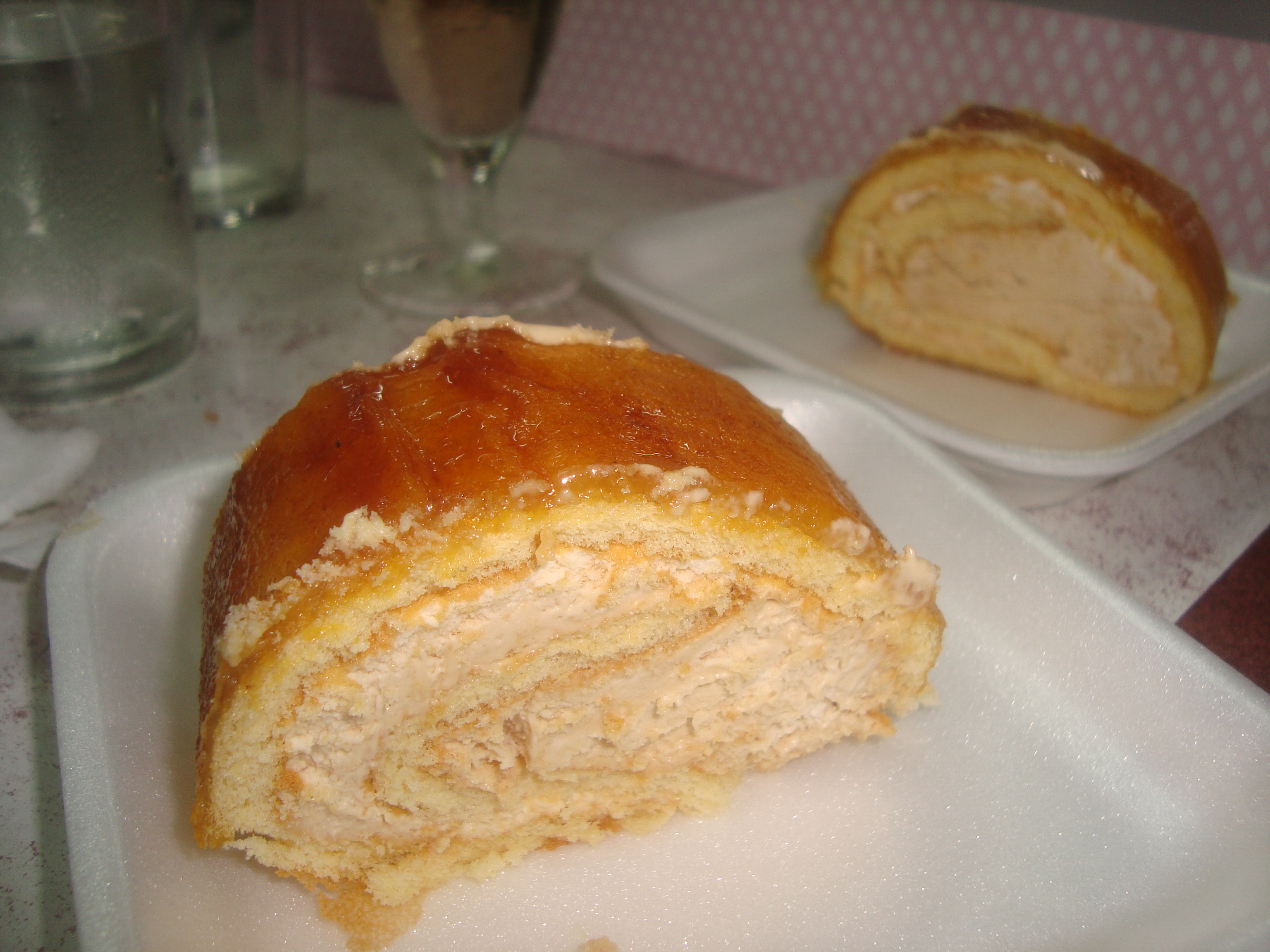
Brazo de gitano relleno de crema de nata y turrón de Jijona.

Denominado brazo gitano o Manga Gitana, tiene su origen legendario en un monje berciano que en el medievo recorrió el mundo y en un monasterio egipcio descubrió este postre y lo trajo a España (algunos aventuran su origen como «brazo egipciano»); Otra versión menos legendaria sobre su origen se refiere a los caldereros gitanos que, desde principios del siglo XIX y primera mitad del siglo XX, recorrían las pastelerías de Barcelona vendiendo recipientes de cobre y otras chamarilerías y que eran ‘recompensados’ con recortes sobrantes de bizcocho que ‘apoyaban sobre su brazo’. Así lo relataba el presidente del Gremio de Pastelería de Barcelona, Joan Turull Estatuet citando a los caldereros de etnia gitana que, habiendo formado su propio gremio en la reparación y venta de cacharrería en cobre batido, laminado o forjado (ollas, calderos, cazos, chocolateras, moldes, etc.), recibían junto al pago por su trabajo los recortes que sobraban de los pasteles del día, que para poder ser transportados enrollaban en una plancha de bizcocho. “Cuando se marchaban con su cilindro de recortes apoyado en el brazo –contaba Turull Estatuet–, los operarios del obrador comentaban: ‘Qué bien va el pastel en el brazo del gitano’.
En  provincia de Huesca (municipio de Colungo) es un dulce de repostería muy tradicional. En Madrid es tradición hacerlo relleno de nata, con variantes como la reina de nata.

### Finlandia
En Finlandia se denomina kääretorttu.

### Francia
En Francia se llama gâteau roulé (‘pastel enrollado’).La bûche de Noël (tronco de Navidad) es otro pastel enrollado típico que se suele preparar para la Navidad.

### Hungría
En Hungría se denomina lekváros tekercs o piskóta tekercs. Normalmente relleno con mermelada o crema de mantequilla.

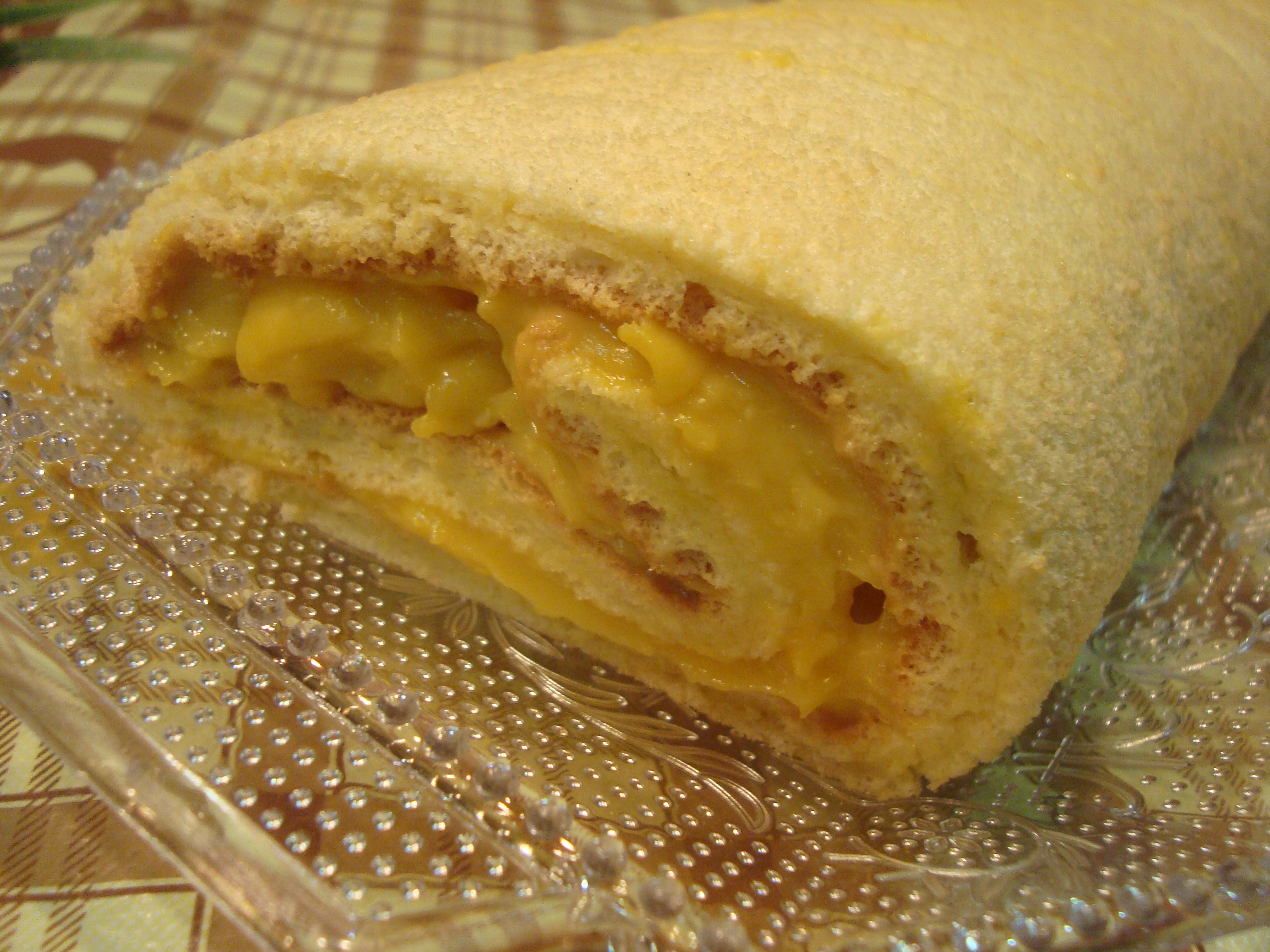
Brazo de gitano (Castellón).

### Suecia
En Suecia se llama rulltårta (‘pastel-rollo’). Es un acompañante típico entre las personas mayores durante la fika (hora del café). Relleno de mermelada de fresa o de crema de mantequilla. También hay una variedad elaborada con harina de patata en lugar de la harina de trigo, también disponible rellena de crema de mantequilla, y se denomina drömrulltårta (algo así como ‘sueño pastel-rollo’).

### Portugal
En Portugal se llama básicamente "torta". Hay dos recetas típicas, una es de limón y otra de coco y crema.

### Suiza
En Suiza se le llama biscuitrolle, roulade o gâteau roulé.

### Reino Unido
Se llama Swiss roll (‘rollo suizo’) o "roulade" y tiende a rellenarse con mermelada y espolvorearse con azúcar.

## América

### Argentina

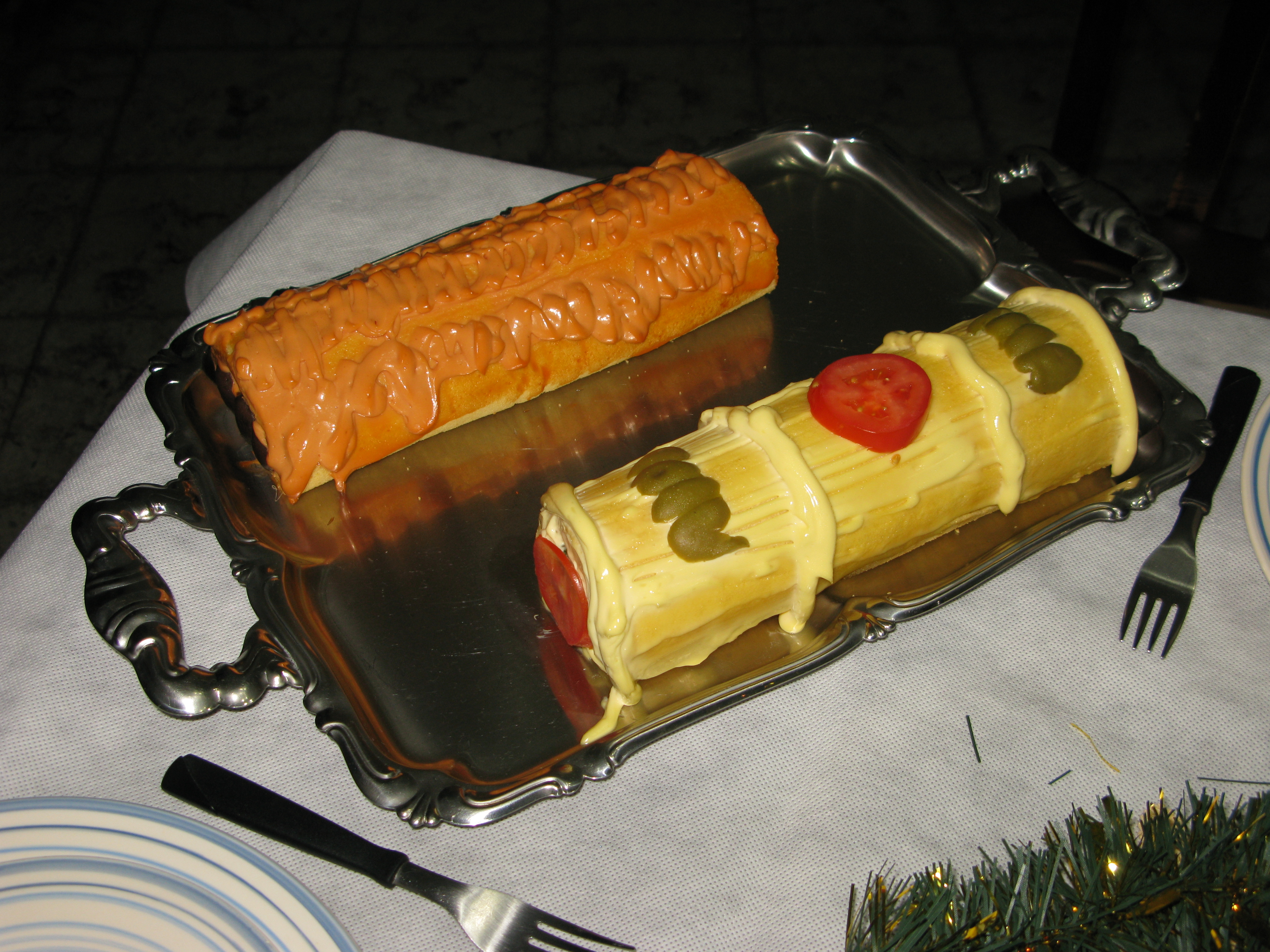
Piononos salados argentinos caseros

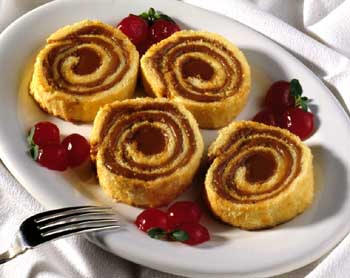
Piononos dulces argentinos rellenos de dulce de leche

En Argentina es llamado normalmente arrollado, es principalmente un pionono (lámina fina y rectangular de bizcochuelo) relleno y enrollado. Es un plato muy preparado para las fiestas de fin de año. Hay dos variantes:
- La dulce generalmente tiene como relleno dulce de leche, mermelada, postre o helado.
- La agridulce se prepara con jamón y queso, lechuga, tomate, etcétera, y se adereza con mayonesa o salsa golf.

### Brasil
Se denomina rocambole o pão-de-ló.
En la región Nordeste del país se conoce también como Bolo de rolo, que en una traducción literal significa torta de rollo.

### Bolivia
En la región Sur y en el departamento de Santa Cruz se conoce también como «brazo gitano» y es uno de los acompañamientos dulces más usuales junto con los demás 'horneados' a la hora del café de la tarde. Consiste en un bizcochuelo básico con un toque de vainilla y limón, que se arrolla y se rellena con dulce de leche y coco rallado. 

### Chile
En Chile se le llama brazo de reina y tiende a rellenarse con manjar o con mermelada, es un pastel muy tradicional la gastronomía de Chile y se consume principalmente durante la hora del té conocidas como Las onces.

### Colombia
Se denomina «rollo» o «brazo de reina». En algunas regiones del país se le conoce también como pionono. Usualmente se rellena con crema batida y fresas o con arequipe (dulce de leche). Una variante de cobertura rojiza se denomina liberal.

### Costa Rica

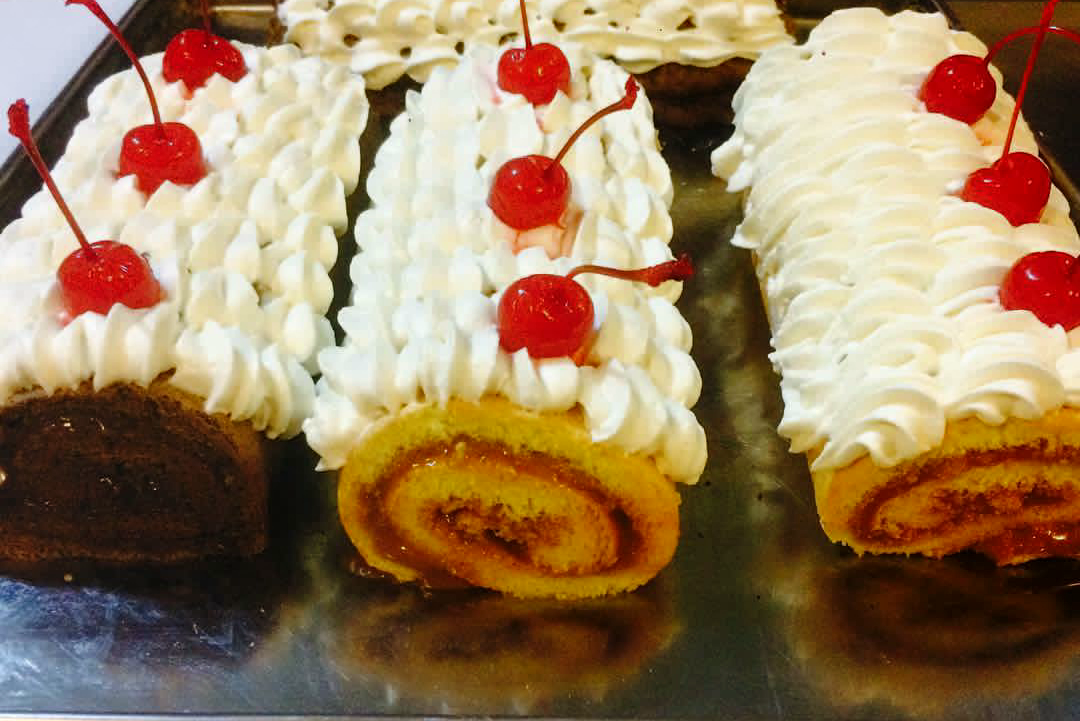
Arrollados de chocolate y dulce de leche de Costa Rica.

En Costa Rica se le llama arrollado, y es principalmente una masa de pan relleno, que se enrolla en forma cilíndrica. Pueden ser dulces generalmente rellenos de dulce de leche, mermeladas, chocolate y crema pastelera, o salados que se preparan con jamón, mortadela, queso, lechuga, tomate, aceitunas, mayonesa o queso crema.

### Estados Unidos
En Estados Unidos se llama Swiss roll (‘rollo suizo’) y se rellena de multitud de cremas y mermeladas, tales como crema de chocolate, vainilla y en ocasiones aromatizadas al licor. Cuando es de chocolate, también puede llamarse chocolate log (‘tronco de chocolate’).

### Ecuador
En Ecuador es conocido como brazo gitano. Consiste en un relleno de crema pastelera o crema chantillí y frutas confitadas, cubierto de azúcar impalpable. También suele ser muy común rellenarlo de mermelada.

### México
En México, se le conoce como niño envuelto, y suele ser rellenado con mermelada, espolvoreado con azúcar glas o cubierto de chocolate.

### Perú
En Perú se le denomina pionono. Suele estar relleno de manjar blanco, mermelada o chocolate.

### Puerto Rico
El brazo gitano es un postre muy popular en Puerto Rico teniendo a la ciudad de Mayagüez destacada por la preparación de este plato. En la isla se le suele rellenar de pasta de guayaba y se cubre con azúcar glas, algunas veces se cubre con guayaba y se espolvorea coco rallado. También es muy popular el brazo gitano relleno de queso crema. Otras versiones incluyen rellenos de frutas tropicales como mango, papaya y piña.

### Venezuela
En Venezuela el brazo gitano es muy popular. El más típico está relleno de crema pastelera o crema chantillí y frutas confitadas, cubierto de azúcar impalpable. También suele ser muy común rellenarlo de mermelada, aunque también se ha optado por otras alternativas como el chocolate y el dulce de leche (llamado arequipe). Se expende ya sea rebanado o entero. Es muy común llamarlo torta por extensión ya que en ocasiones se emplea para los cumpleaños.

### Uruguay
En Uruguay se le dice comúnmente pionono, arrollado o brazo de gitano, este último término es el más utilizado para las variedades de confitería que suelen prepararse principalmente de dos clases, una que es de chocolate y dulce de leche y otra que es de frutillas con crema. Los otros nombres sirven para denominar las preparaciones más caseras, así como también las variedades saladas que suelen incluir jamón, queso, lechuga, tomate, huevo duro y mayonesa. Con la masa del pionono suele elaborarse el massini, un postre que consiste en dos láminas de pionono rellenas con crema y cubiertas de yema quemada.

### El Salvador
En El Salvador se le conoce como brazo gitano o tronco y es principalmente un pionono (lámina fina y rectangular de bizcochuelo) relleno y enrollado. Es un plato muy común para las fiestas de Navidad y fin de año.

## Asia

### Filipinas
Existe en el archipiélago asiático un derivado conocido como «brazo de Mercedes», el cual fue importado durante el periodo español de Filipinas. Se rellena con merengue y se espolvorea con azúcar glas, aunque variantes más modernas sustituyen el merengue por ube, pandán, buko-pandán, chocolate o mango filipino, entre otros. Es particularmente típico de los pueblos tagalos, batangueños y pampangueños, en el occidente de la isla de Luzón.

### Hong Kong
El origen de este pastel en Hong Kong es británico, por su pasado colonial. El pastel nunca es envasado, sino que se vende recién hecho en las pastelerías chinas. Además de las rellenas con mermeladas, existen las siguientes variedades:
- Swiss roll (en chino: 瑞士卷), relleno de confituras al huevo.
- Chocolate Swiss roll (en chino: 朱古力瑞士卷). Como el anterior, pero esta vez recubierto de chocolate.

### India
En la India se le conoce como jam rolls (‘rollos de mermelada’).

### Indonesia
En Indonesia se le llama bolu gulung. Muchas pastelerías los venden recién elaborados, y tiende a ser rellenado con mermeladas, crema de queso o cremas de mantequillas. También es muy común encontrárselos a la venta ya cortados, listo para venderlos en rodajas.

### Japón
En Japón se llama ロールケーキ　ro-ru ke-ki (roll cake).

### Malasia
En Malasia se rellena de coco (kaya), pandano, moras, fresa, y vainilla.